# Âm tắc-xát ngạc cứng vô thanh
Âm tắc-xát ngạc cứng vô thanh là một loại phụ âm xuất hiện ở một số ngôn ngữ nói. Kí hiệu đại diện âm này trong bảng mẫu tự ngữ âm quốc tế là ⟨Lỗi Lua trong Mô_đun:IPA tại dòng 52: invalid option '%T' to 'format'.⟩ và ⟨Lỗi Lua trong Mô_đun:IPA tại dòng 52: invalid option '%T' to 'format'.⟩, kí hiệu X-SAMPA tương ứng là c_C. Dấu nối có khi bị lượt, còn ⟨Lỗi Lua trong Mô_đun:IPA tại dòng 52: invalid option '%T' to 'format'.⟩ trong IPA và cC trong X-SAMPA. Việc này có nguy cơ gây sự thiếu rõ ràng, vì có những ngôn ngữ phân biệt giữa âm tắc xát và chuỗi tắc-xát liền nhau.
Âm xuýt tương ứng với âm này là âm tắc xát chân răng-vòm vô thanh.
Âm tắc xát vòm hữu thanh có mặt trong tiếng Hungary, tiếng Sami Skolt, và một số khác. Âm này khá hiếm; gần như vắng mặt ở châu Âu như một âm vị (nó có xuất hiện như tha âm trong hầu hết phương ngữ tiếng Tây Ban Nha), ngoại lệ là hai ngôn ngữ Ural ở trên và tiếng Albania. Những ngôn ngữ có âm này cũng thường có cả âm tắc xát vòm hữu thanh.

## Đặc điểm
- Cách phát âm là tắc xát, nghĩa là nó được tạo ra trước hết bởi việc ngừng dòng khí, rồi cho dòng khí qua một khe hẹp ở vị trí phát âm. Đây không phải âm xuýt.
- Vị trí phát âm là vòm, nghĩa là nó phải được phát âm khi phần giữa hay sau của lưỡi nâng lên chạm vòm cứng.
- Đây là âm vô thanh, nghĩa là dây thanh không rung khi phát âm.
- Đây là phụ âm miệng, nghĩa là khí chỉ thoát ra nhờ đường miệng.
- Đây là âm giữa lưỡi, nghĩa là nó cho dòng khi đi qua giữa lưỡi, thay vì ra hai bên rìa lưỡi.
- Đây là âm phổi, nghĩa là nó được tạo ra bởi khí chỉ do phổi và cơ hoành đẩy ra.